# 로스쿨, 변호사에 도전하라
《로스쿨, 변호사에 도전하라!》(A Lawyer Walks into a Bar)는 에릭 차이킨(Eric Chaikin)감독의 2007년작 다큐멘터리 영화이다. 길이는 89분이다.

## 내용
6 명의 캘리포니아 변호사 시험 응시자의 시험준비과 정과 시험결과에 따른 미국 변호사 사회의 전반에 관한 내용을 다룬다. 미국 캘리포니아주는 로스쿨을 졸업한 학생들의 사법시험 합격률이 39%로 가장 낮은데 이 때문에 42번째 응사하는 응시자의 인터뷰도 다룬다. 현재 미국을 주름 잡는 유명한 변호사가 출연하고 자칫 딱딱하기 쉬운 법률문제와 각종 사례를 재미있는 언어로 풀어내며 로스쿨을 졸업하고 시험에 울고 웃는 6명의 좌충우돌 사법시험 도전기를 그렸다.